# セダクション
『セダクション』（原題: Verführung: Die grausame Frau, 英題: Seduction: The Cruel Woman）は、1985年製作のドイツの映画。日本では劇場未公開。DVD題は『ヴィーナスの欲望 倒錯の館』。

## キャスト
- ワンダ：メチルド・グロスマン
- グレゴール：ウド・キア
- ユスティーネ：シーラ・マクローリン
- カレン：カローラ・レグニエル